# Hanatan
Hanatan (花たん; * 18. Januar 1986 in Nagoya, Präfektur Aichi) ist eine japanische Webvideoproduzentin und Sängerin. Unter ihrem zweiten Pseudonym YURiCa (ユリカ) veröffentlichte mehrere Kollaborationsalben mit verschiedensten Produzenten.

## Karriere
Hanatan begann ihre musikalische Karriere im Jahr 2008, als sie damit begann, Coverlieder auf der japanischen Videoplattform Nico Nico Douga sowie auf YouTube hochzuladen. Sie ist innerhalb der Utaite- und Dōjin-Musikszene für ihren großen Stimmumfang bekannt. Von ihr veröffentlichte Stücke weisen Einflüsse von Hard Rock und „Candy“ Pop auf, aber auch Dance-Remixes zählen zu ihrer Diskografie.
Zwischen 2011 und 2016 veröffentlichte Hanatan, teilweise auch unter ihrem zweiten Pseudonym YURiCa, sieben Alben die eine Notierung in den japanischen Albumcharts erreichen konnten. Im Jahr 2016 startete sie gemeinsam mit dem japanischen Musikproduzenten und DJ Kikuo das Musikprojekt Kikuohana.
Im Jahr 2018 war Hanatan eine von insgesamt 25 Utaite-Künstlern und Künstlerinnen, die auf dem Chang-Gero Sonic in Tokio vor 5.000 Besuchern auftraten.
Sie sang mit dem Lied Arc-en-Ciel den musikalischen Vorspann zur Anime-Fernsehserie The Magical Revolution of the Reincarnated Princess and the Genius Young Lady sowie mit Gradation den Abspann im Anime The Do-Over Damsel Conquers the Dragon Emperor. Als Gastsängerin ist sie auf der Single UMBRA des Musikprojektes ELFENSJóN zu hören, welches für den Abspann der Episoden 9 bis 12 der Animeserie Why Does Nobody Remember Me in This World? genutzt wurde. Sie hatte bereits in der Vergangenheit mit dem Projekt zusammengearbeitet und war an der Entstehung der Alben Ephemera und Zenith, sowie der Remake-EP Reincarnate beteiligt.

## Musik
Hanatan bzw. YURiCa arbeitet vermehrt mit der Blumensprache. Dieses spiegelt sich unter anderem in den Titeln diverser Veröffentlichungen wider. So wurde das fünfte Album, Erika, welches 2016 erschien, nach der botanischen Bezeichnung für Heidekraut benannt.
Diverse Alben entstanden in Zusammenarbeit mit diversen Vocaloid-Produzenten. So sind auf dem 2015 veröffentlichten Werk Flower Rail Darvish P, 40mP, Marasy und buzzG zu hören. In einem Stück ist der japanische Synchronsprecher Hiroyuki Yoshino zu hören, zu dessen Fans sich Hanatan zählt.
In einem Interview aus dem Jahr 2017 mit dem deutschsprachigen Rock Hard erzählte der US-amerikanische Rockgitarrist Doug Aldrich, dass sein Verlag ihn mal kontaktiert habe, ein paar Lieder für Hanatan zu schreiben. Tatsächlich schrieb Aldrich die Musik zum Stück Live with a Ghost Mind, welches auf dem 2014 veröffentlichten The Flower of Dim World zu finden ist.

## Veröffentlichungen

### Comiket-Veröffentlichungen
- 2010: Colorful Flower (Verkauf auf der Comiket 78)
- 2011: Summer Syrup (Verkauf auf der Comiket 80)
- 2011: Blooming Garden (Verkauf auf der Comiket 81)
- 2011: Nostalgia (Verkauf auf der Comiket 81)
- 2012: Dirndl.Frau (Verkauf auf der Comiket 82)
- 2012: Sweets (mit HanaPoko, Verkauf auf der Comiket 82)
- 2012: Byakku Sengaku (Verkauf auf der Comiket 83)
- 2014: Flowers Best (Verkauf auf der Comiket 86)
- 2014: HANA YOHO Best (Verkauf auf der Comiket 86)
- 2014: Hoshi Hana (Verkauf auf der Comiket 87)
- 2014: Chers petits chats (Verkauf auf der Comiket 87)
- 2014: Koi no Saki Saki☆Revolution desu you♪ (Verkauf auf der Comiket 87)
- 2015: Circus★Circus (Verkauf auf der Comiket 88)
- 2015: Kinou mo, Kyou mo, Ashita Kara mo (Verkauf auf der Comiket 88)
- 2017: Hana ame -Hana furu- (Verkauf auf der Comiket 92)
- 2017: Akane (Verkauf auf der Comiket 92)
- 2017: CrazyFlowerBEST (Verkauf auf der Comiket 92)
- 2017: Hiragi (Verkauf auf der Comiket 93)
- 2017: Hana no Utage (Verkauf auf der Comiket 93)
- 2018: Ouka (Verkauf auf der Comiket 94)
- 2018: Aoi (Verkauf auf der Comiket 94)
- 2018: Maple (Verkauf auf der Comiket 95)
- 2018: Hanapoko Rococo (mit HanaPoko, Verkauf auf der Comiket 95)
- 2018: Story Has Ended (Verkauf auf der Comiket 95)
- 2019: Enju (Verkauf auf der Comiket 96)
- 2019: Hanapoko Acoustic 2019 (mit HanaPoko, Verkauf auf der Comiket 96)
- 2019: Just Flowering (Verkauf auf der Comiket 96)
- 2019: Ran (Verkauf auf der Comiket 97)

### Independent-Veröffentlichungen
- 2011: Akiba Koubou presents Uttatemita collection Hanatan (EP)
- 2011: Flower Drops (Album)
- 2014: Mahou Shoujo 28 (Album)
- 2016: Daiichimaku: Kaien (Album)
- 2016: ERiCa Special Studio Live Session (Amatsu Kitsune) (Live)
- 2017: Dai ni Maku (Album)

### Major-Alben
- 2013: Primrose Flower Voice (Album)
- 2013: Flower (Album)
- 2014: The Flower of Dim World (Album)
- 2015: Flower Rail (Album)
- 2016: ERiCa (Album)

### Beteiligungen
- 2021: Gesang auf dem Album Ephemera von ELFENSJóN[14]
- 2023: Gesang auf der Remake-EP Reincarnate von ELFENSJóN[15]
- 2024: Gesang auf dem Album Zenith von ELFENSJóN[16]